# 新北市立圖書館板橋分館
新北市立圖書館板橋分館位於臺灣新北市板橋區，是新北市立圖書館的其中一座分館。

## 歷史
板前分館原為板橋市立圖書館，因土地取得不易，1978年借用板橋國小校地興建圖書館，1996年增建三樓部分。2010年臺北縣升格為院轄市新北市，故於2011年更名為「新北市立圖書館板橋分館」。

## 簡介

### 館藏特色
板橋分館館藏特色為建築藝術，包含林本源園邸建築及相關建築藝術類書籍。

### 樓層

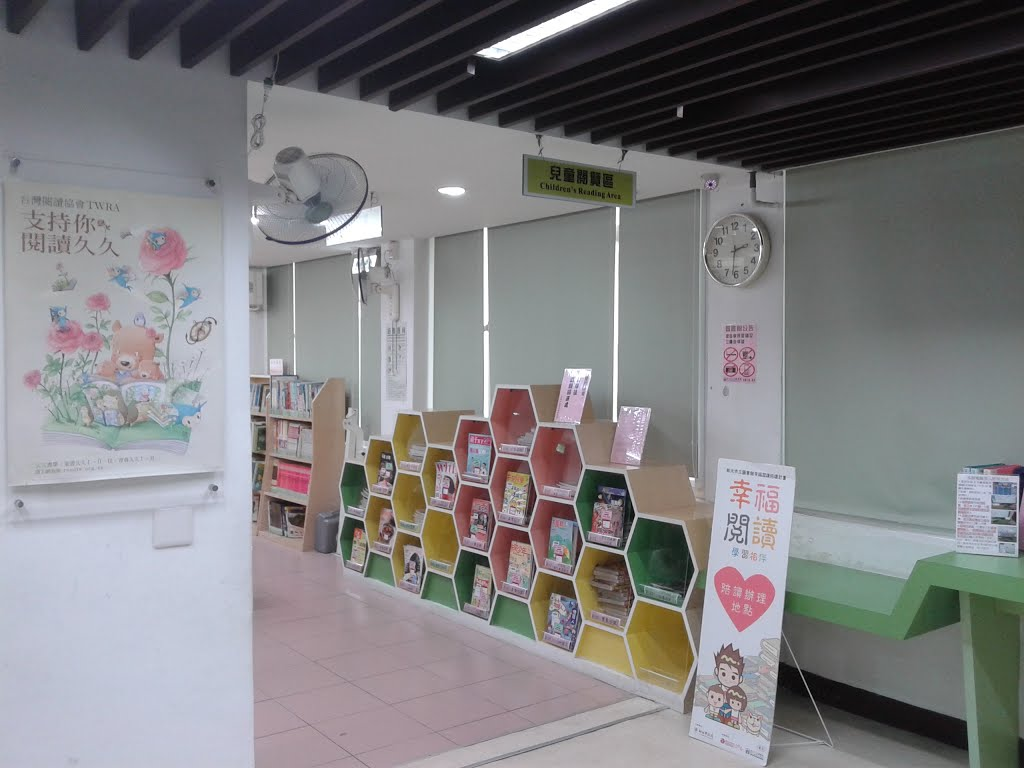
兒童閱覽區

一樓
- 書庫
- 期刊區
- 視聽資料

二樓
- 兒童閱覽區

三樓
- 自修室
- 漫畫區

## 周邊
- 台北捷運府中站
- 新北市立板橋國民小學

## 交通資訊

### 公車
- 北門街站：264、307、310、701、702、793、810、956板橋國小旁3層樓高建築物即是新北市立圖書館板橋分館
- 捷運府中站(縣民大道)：805、810、812、824、948、952、9089、藍37、藍38、蛙跳公車(三峽-捷運台大醫院站)
- 捷運府中站(板橋區公所)：99、930、F501、F502、F511
- 捷運府中站(府中路) ：51、99、264、307、310、701、702、786、793、806、810、843、848、857、910、920、930、932、940、948、956、965、982區、F501、F502、蛙跳公車(三峽-捷運台大醫院站)、蛙跳公車(林口-板橋)

### 台北捷運
- 板南線府中站 1、3號出口步行約5分鐘

## 外部連結
- 板橋分館 （页面存档备份，存于）